# برامج التبادل الثقافي في الولايات المتحدة
إن برامج التبادل الثقافي التي تتبع الولايات المتحدة، وخاصة تلك البرامج التي لها روابط مع 
مكتب الشؤون التعليمية والثقافية (ECA) التابع لـوزارة الخارجية الأمريكية تسعى إلى تطوير الفهم الثقافي بين مواطني الولايات المتحدة ومواطني الدول الأخرى. وليس من الضروري أن تقوم برامج التبادل بمبادلة فرد بآخر من دولة أخرى، بل إن «التبادل» يشير إلى تبادل الفهم الثقافي الذي ينشأ عندما يذهب فرد ما إلى دولة أخرى. ويمكن النظر إلى هذه البرامج باعتبارها صورة من الدبلوماسية الثقافية في نطاق الدبلوماسية العامة.
وقد لعبت برامج التبادل دورًا حيويًا في العلاقات الرسمية وغير الرسمية بين الاتحاد السوفيتي والولايات المتحدة خلال الحرب الباردة. وتتضمن أمثلة التبادل الثقافي تبادلات الطلاب والتبادلات الرياضية وتبادلات العلماء أو المهنيين، ضمن أشكال أخرى عديدة. وبينما يتم تمويل العديد من برامج التبادل بواسطة الحكومة، فهناك برامج أخرى عديدة تمولها مؤسسات القطاع الخاص، سواءً الربحية أم غير الربحية.

## معلومات تاريخية
أحد أول التبادلات الثقافية التي يمكن اعتبارها جزءًا من الدبلوماسية العامة الأمريكية حدث عندما قام نيلسون روكيفيلر، المنسق المعين للشؤون التجارية والثقافية للجمهوريات الأمريكية بتشجيع صحفيين من أمريكا اللاتينية على زيارة الولايات المتحدة عام 1940 كجزء من برنامج تبادل البرامج مع أمريكا اللاتينية. وتمت بعد ذلك دعوة أبرز الموسيقيين من المنطقة خلال العقد ليزوروا استوديوهات بث سي بي إس في مدينة نيو يورك من أجل العزف في برنامج الراديو Viva America لحساب مكتب تنسيق العلاقات التجارية والثقافية (OCCCRBAR) التابع لـوزارة الخارجية. وبعد انتهاء الحرب العالمية الثانية، طرح السيناتور جيه ويليام فولبرايت تشريعًا لما سوف يصبح برنامج فولبرايت عام 1946. وكانت واحدة من أبرز اللحظات في عملية إضفاء الطابع الرسمي على برامج التبادل كأدوات للسياسة الأجنبية الأمريكية أثناء حكم الرئيس الأمريكي دوايت دي آيزنهاور. ففي عام 1955، التقى آيزنهاور مع الرئيس السوفيتي نيكيتا خروتشوف في جينيف. وبعد هذا الاجتماع بفترة قليلة، قال آيزنهاور "إن الموضوع الذي حاز على أكبر قدر من اهتمامي كان إمكانية زيادة الزيارات عبر البحار بواسطة مواطني دولة ما داخل أراضي الدولة الأخرى". وفي هذا الموضوع تمثلت أكبر نقطة اتفاق ممكنة بين الغرب والاتحاد السوفيتي".
وفي عام 1959، تم فصل برامج التبادل التابعة لوزارة الخارجية عن مكتب الشؤون العامة ليتكون مكتب العلاقات التعليمية والثقافية. وفي عام 1961، قام الكونجرس بتمرير قانون التبادل التعليمي والثقافي المتبادل (المعروف أيضًا باسم قانون فولبرايت - هايس لعام 1961)، والذي ينص على زيادة البرامج الحكومية الرامية لتحسين التفاهم المتبادل بين مواطني الولايات المتحدة والدول الأخرى.

## الحرب الباردة
لعبت برامج التبادل التي وضعتها الولايات المتحدة دورًا حيويًا خلال الحرب الباردة مع الاتحاد السوفيتي. جورج كينان، وهو أحد الرموز الرئيسية في الحرب الباردة وعرف باسم الأب الروحي لسياسة الاحتواء نظر إلى الثقافة كطريقة لتقليل الآراء السلبية بين الدول. وتتضمن أمثلة برامج التبادل الثقافي بين الولايات المتحدة والاتحاد السوفيتي عروض المسرح والمتحف والأوبرا. ورغم أنها ليست مصبوغة بصبغة سياسية على السطح، فإن التبادلات الثقافية كهذه ساعدت على تقليل التوترات و«إضفاء الطابع الإنساني» على الغرب في عيون السوفيت الذين شهدوا تلك التبادلات.
وبالإضافة إلى الأمريكان الذين يزورون الاتحاد السوفيتي، فقد زار ما يقرب من 50000 مواطن سوفيتي الولايات المتحدة، بما يتضمن كتابًا وسياسيين وموسيقيين ورموزًا فنية أخرى. أوليج كالوجين، جنرال سابق بالمخابرات السوفيتية ورئيس عمليات المخابرات السوفيتية بالولايات المتحدة أشار إلى أن برامج التبادل هذه كانت بمثابة «حصان طروادة» لأنها ساهمت في «تآكل» النظام السوفيتي.

## ما بعد الحرب الباردة
في عام 1993، تم تأسيس اتحاد التعليم الدولي والتبادل الثقافي (المعروف باسم «الاتحاد») بعد اندماج اتحاد التبادل الدولي ومجموعة الاتصال من أجل التبادل التعليمي الدولي. وقد جعل هذا الاندماج من «الاتحاد» الرابطة المركزية لبرامج التبادل بالولايات المتحدة. واليوم، يتألف «الاتحاد» من 76 مؤسسة غير حكومية. وتتضمن أنشطة «الاتحاد» صياغة توصيات محددة لدعم السياسة العامة بشأن التبادلات التعليمية والثقافية.
وبعد انهيار الاتحاد السوفيتي، ولكن قبل هجمات 11 سبتمبر، انحسر تمويل برامج التبادل. فقد انخفض عدد عمليات التبادل سنويًا من 45000 فرد تقريبًا إلى أقل من 30000. وتعترف وزارة الخارجية بوجود نقص عام في التمويل. وبينما بلغ الإنفاق على الدبلوماسية التقليدية 25 مليار دولار أمريكي عام 2002 ووصل الإنفاق على أعمال المخابرات 30 مليار دولار أمريكي في نفس العام، بلغ الإنفاق على برامج التبادل 232 مليون دولار أمريكي، وبهذا انخفض عن 349 مليون دولار أمريكي أنفقت على برامج التبادل عام 1993.
واعتبارًا من عام 2003، ساهمت برامج التبادل التي ترعاها حكومة الولايات المتحدة في إحضار ما يقرب من 700000 أجنبي إلى الولايات المتحدة. ويشير مكتب الشؤون التعليمية والثقافية إلى أنه يوجد ما لا يقل عن 200 رئيس دولة (حاليون وسابقون على حد سواء) تلقوا قدرًا من التعليم في الولايات المتحدة من أحد برامج التبادل هذه. بالإضافة إلى ذلك، فقد شارك ما يقرب من 1500 وزير بارز بالمثل في هذه البرامج.

### الأهمية بالنسبة للسياسة الأجنبية الأمريكية
إن الأفراد الذين يتم إحضارهم إلى الولايات المتحدة أو يتعاملون مع الأمريكان بالخارج عبر برامج التبادل الثقافي يتكون لديهم انطباع دائم عن كل من الثقافة الأمريكية وحكومة الولايات المتحدة. كما أن هؤلاء الملايين الذين تلقوا تعليمهم في الولايات المتحدة قد يتولد لديهم تقدير عميق الجذور للثقافة الأمريكية. والعديد من هؤلاء الأفراد يشغلون مناصب تؤثر مباشرةً على السياسة الخارجية للولايات المتحدة، مثل مارغريت ثاتشر وأنور السادات.

## الاتجاهات الشائعة
بعد هجمات 11 سبتمبر، زاد الدعم الحكومي الأمريكي لبرامج التبادل الثقافي في الشرق الأوسط. ففي عام 2003 على سبيل المثال، كانت نسبة 25% من التمويل الحكومي لبرامج التبادل الثقافي تستهدف الدول العربية والإسلامية. وقد أدت هذه الزيادة في الإنفاق المستهدف إلى عقد شراكة التعلم (P4L)، والتي «توفر منحًا دراسية لطلاب المدارس الثانوية من الدول التي بها عدد كبير من السكان المسلمين ليقضوا ما يصل إلى سنة أكاديمية كاملة في الولايات المتحدة. وهذا البرنامج حيوي من أجل توسعة نطاق التواصل بين مواطني الولايات المتحدة والدول الشريكة لمصلحة تعزيز التفاهم والاحترام المتبادلين».

## أمثلة على برامج التبادل

### برنامج المنح الدراسية في مجال اللغات الحيوية
برنامج المنح الدراسية في مجال اللغات الحيوية (CLS) هو برنامج تقدمه وزارة الخارجية كجزء من المبادرة القومية للغات الأمنية. وهذا البرنامج يوفر لطلاب اللغات الذين يدرسون اللغات التي تعتبر «حيوية» لاحتياجات الولايات المتحدة منحًا دراسية كاملة للمعيشة والدراسة في دولة معنية. ويعيش الطلاب في بيئات الأسر المضيفة وينغمسون بالكامل في لغة وثقافة الدولة المعنية. ومن المتوقع أن يتابع الطلاب دراستهم للغة الدولة المعنية وثقافتها بعد إكمال البرنامج.

### برنامج فولبرايت
يعمل برنامج فولبرايت، الذي يقوم بمهامه في أكثر من 155 دولة، على زيادة التفاهم بين مواطني الولايات المتحدة ومواطني الدول الأجنبية. ومنذ البدء فيه عام 1946، بلغ عدد المشاركين في البرنامج أكثر من 114000 شخص من الولايات المتحدة و186000 مواطن من الدول الأخرى. وفي عام 2010، حصل برنامج فولبرايت على 253.8 مليون دولار أمريكي من حكومة الولايات المتحدة، بينما بلغ إجمالي المساهمات الأجنبية في البرنامج 68.5 مليون دولار أمريكي.

### البرنامج الدولي للتعليم والتدريب العسكري
تم تأسيس البرنامج الدولي للتعليم والتدريب العسكري (IMET) بعد إقرار قانون المساعدات الأجنبية لعام 1961. ويتم تمويل هذا البرنامج عبر ميزانية إدارة الشؤون الدولية بوزارة الخارجية الأمريكية، ورغم ذلك فإنه يخضع لاستخدام وزارة الدفاع. ويتبنى البرنامج هدفين هما زيادة الاستقرار الإقليمي وزيادة استيعاب المبادئ الديمقراطية وحقوق الإنسان بين المؤسسات العسكرية الأجنبية والمدنيين. وتحقيقًا لهذين الهدفين، يتعرف الطلاب الأجانب على الإجراءات العسكرية الأمريكية والثقافة الأمريكية بوجه عام. ويتضمن هذا البرنامج أكثر من 2000 دورة دراسية ويوفر التعليم فيما يقرب من 150 مؤسسة عسكرية.

### برنامج الزائر الدولي القيادي
يسعى برنامج الزائر الدولي القيادي (IVLP)، والذي كان يسمى سابقًا برنامج الزائر الدولي إلى إحضار قادة الدول الأجنبية الواعدين أو الحاليين إلى الولايات المتحدة أملاً في إقامة روابط دائمة. ووفقًا لتقديرات كولن باول عام 2003 أن 39 من رؤساء الدول الحاليين شاركوا سابقًا في برنامج الزائر الدولي القيادي.

### فرق السلام
يشير مصطلح فرق السلام إلى برنامج للتبادل الثقافي تولت إدارته حكومة الولايات المتحدة. وجدير بالذكر أن برنامج «فرق السلام» الذي تم تأسيسه عام 1960 بعد أن تحدى جون إف كيندي الذي كان سيناتور حينها طلاب جامعة ميتشجان أن يخدموا بلدهم من خلال المعيشة والعمل في الدول الأجنبية، هذا البرنامج يعمل كوكالة فيدرالية حيوية لتعزيز فهم الثقافات الأجنبية بين الأمريكان واستيعاب الثقافة الأمريكية بين الأجانب في مناطق العالم التي تعاني من المصاعب. وقد تطوع أكثر من 200000 أمريكي في برنامج «فرق السلام» منذ أن بدأ في 139 دولة.

### برنامج سفير من شعب إلى شعب
إن مبادرة "من شعب إلى شعب" التي تأسست كجزء من وكالة المعلومات الأمريكية على يد الرئيس الأمريكي دوايت دي آيزنهاور عام 1956 لتخفيف التوترات خلال الحرب الباردة  عملت على تقديم جهات اتصال غير حكومية بين شعوب الدول المختلفة. وبعد ترك آيزنهاور لمنصبه، تمت خصخصة البرنامج وتضمينه في ولاية ميسوري. يوفر برنامج "من شعب إلى شعب" أربعة برامج رئيسية، بما يتضمن "السفراء الطلاب" و"السفراء الرياضيين" و"برامج القيادة" وبرامج السفراء المواطنين". وقد شارك أكثر من 500000 شخص في هذه البرامج.

## وصلات خارجية
- Bureau of Educational and Cultural Affairs
- Critical Language Scholarship Homepage
- InterExchange, Inc.
- Peace Corps